# Chalcomela nitida
Chalcomela nitida es un coleóptero de la familia Chrysomelidae.
Fue descrita científicamente en 1856 por Baly.